# Zavzetje mednarodnega mejnega prehoda Vrtojba
Zavzetje mednarodnega mejnega prehoda Vrtojba (MMP Vrtojba)
je eno od dejanj slovenske osamosvojitvene vojne. Prehod je meja med Slovenijo in Italijo in se nahaja kilometer zahodno od naselja Vrtojba na ravninskem Vrtojbenskem polju, v občini Šempeter - Vrtojba. Dne 27. junija 1991 so enote jugoslovanske vojske (JLA) prehod zasedle, a so ga po dveh dneh slovenski miličniki osvobodili.

## Pohod jugoslovanske vojske na mejna prehoda na Goriškem
Slovenska osamosvojitvena vojna se je začela na Primorskem že dan prej, ko so 26. junija 
oklepne enote reškega  korpusa krenile proti mejnim prehodom z Italijo. Iz  Pivke in  Postojne je v vipavsko vojašnico v večernih urah prispela kolona  tankov in  tovornih vozil. Med potjo so enote JLA naletele na nebranjene barikade in na spontan, ponekod zelo odločen nastop domačinov, zlasti v  Vrhpolju.

Naslednji dan, 27.junija ob 11.uri, je iz vipavske vojašnice proti mejnima prehodoma na  Goriškem odpotovala vojaška kolona 14 tankov, tovornjak s  pontonskim mostom,  kopač in 25 tovornih vozil. V koloni je bilo okoli 270  vojakov,  podoficirjev in  oficirjev jugoslovanske vojske. 
Kolona je potovala skozi vas Zalošče, kjer so jih napadli domačini. Z  molotovko (steklenica z zažigalno snovjo) je bil zadet tank, požar so vojaki takoj pogasili, poveljnik tanka je dobil opekline. V Zaloščah so vojaki tudi streljali na domačine, ki so obmetavali kolono s kamenjem.  
Tudi v Dornberku so domačini napadli kolono s kamenjem in molotovko. Ranjen je bil vojak in tudi nekaj domačinov. Vojaki so streljali in uporabili tudi solzivec.
V  Volčji Dragi se je vojaška kolona razdelila, del je odpeljal desno proti  Vogrskem in  Ajševici, drugi del pa je nadaljeval proti Biljam. Tu jih je v Cijanovem križišču ustavila skupina občanov, vojaki so streljali v tla pred občane in jih pet ranili, od teh enega huje. Ranjeni so bili pripeljani v šempetrsko bolnišnico.

## Zasedba mednarodnega mejnega prehoda Vrtojba
Mednarodni mejni prehod Vrtojba je branilo samo 25 miličnikov iz UNZ Nova Gorica. Popoldne je na prehod prišla z dvema kombijema skupina  teritorialcev, ki pa je prehod pred prihodom JLA zapustila.
Tanki so ob 18.50 uri prispeli pred mejni prehod Vrtojba. Tudi tukaj so jih napadli protestniki s kamenjem, vojaki so zato vrgli solzivec in tudi streljali. Oficir jugoslovanske vojske je od miličnikov zahteval, da zapustijo prehod. Po pogajanjih so miličniki zapustili prehod ob 22. uri. Enoti, ki sta zasedli prehod Vrtojbo, sta bili  motorizirana enota iz Vipave in tankovska enota iz Pivke, skupaj okoli 150 vojakov s 7 tanki. Na prehodu je bilo tudi 8 zveznih miličnikov. Približno 800 m od prehoda je bila karavla JLA s 27 vojaki, katero so okrepili še s 30 vojaki  protioklepnega voda (POV) iz Vipave.
Naslednji dan, ob približno 19. uri, so slovenske oborožene sile uspešno napadle in zavzele mejni prehod Rožna Dolina. Pri napadu so sodelovali tudi nekateri občani. Mejni prehod Vrtojba pa je še zmeraj zasedala jugoslovanska vojska, zato so se preko noči enote teritorialcev razporedile v okolici Šempetra in Vrtojbe. Predvidevali so, da bi vojaki iz Vrtojbe poskušali ponovno zasesti prehod Rožna Dolina, ali pa bi se združili z vojaki v vojašnici Ajševica. Miličniki oddelka PEM-a UNZ Nova Gorica ( posebna enota milice) pa so v noči na soboto 29. junija  v Podmarku postavili zasedo. Oboroženi so bili z  avtomatskimi puškami, od  protioklepnega orožja pa so imeli samo en armbrust za enkratno uporabo. Miličniki so večkrat zahtevali, da iz Nove Gorice pošljejo pomoč v moštvu in v protioklepnem orožju, vendar le te niso poslali.

## Pogajanja in akcija za osvoboditev MMP Vrtojba
Vojaki v Vrtojbi so se dobro pripravili na obrambo, okrog prehoda so razporedili tanke in organizirali obrambne položaje. Na prehodu je bilo 29. junija v dopoldanskem času zelo malo civilistov, še ti so v popoldanskem času prehod zapustili. Ob 13.30 so začeli vojaki premikati tanke in obstajala je nevarnost, da bo prišlo do spopada.
Ob 14. uri pa je na oddelek milice v Šempetru prišel občan z obvestilom, da bi se vojaki iz Vrtojbe radi pogajali. Na pogajanje je na karavlo v Vrtojbo odšel pom. komandirja Svito Pogelšek.
Po ogledu Rožne Doline je poveljnik karavle zbral svoje vojake in enoto POV. Vojaki so ob 16. uri pred karavlo odložili orožje in v koloni odšli proti Šempetru. Pred šempetrskem križiščem so se predali miličnikom. Vojaki so povedali, da se bodo verjetno predali še trije tanki, ostali vojaki na prehodu Vrtojba pa se ne mislijo predati in se pripravljajo na spopad. Miličniki so predali vojake teritorialcem in se napotili proti zgradbi tehničnih pregledov, kjer so  pripravljeni na spopad  polegli ob cesti. Iz smeri prehoda so pripeljali trije tanki, cevi so imeli obrnjene v smeri vožnje tako, da se ni vedelo, ali se bodo predali, ali pa bodo začeli streljati. Tanki so se ustavili in iz njih so izstopili vojaki in se predali. Nekaj minut zatem pa je pripeljal še en tank in tudi ta posadka se je predala.
Od zgradbe tehničnih pregledov so odšli naprej v smeri karavle major Srečko Lisjak in kriminalista Dejan Kavčič ter Julij Levpušček. Vedeli so, da so vojaki izpraznili karavlo, toda po predaji vojakov s karavle, bi lahko vojaki s prehoda tam postavili zasedo. Kavčič je z armbrustom meril na tank pri karavli, Levpušček pa se je približal tanku in ga preiskal. Bil je brez posadke. Skupaj so zatem preiskali karavlo in nadaljevali do križišča Žnidarčičeva ulice z odcepom ceste za prehod Vrtojba. Tu so polegli v travo, saj so na nadvozu avtoceste opazili v zasedi vojake. Pridružilo se jim še 18 miličnikov PEM-a in en teritorialec. Ostali miličniki in teritorialci so ostali v varnem zavetju pri hali tehničnih pregledov. Inšpektor milice je po megafonu pozival pripadnike JLA, ki so se nahajali v okolici mejnega prehoda Vrtojba, k vdaji. Grozilo je, da bo prišlo do spopada. Iz mirenske karavle pa so po radijski zvezi sporočali vojakom, naj se ne predajo in se premaknejo  k njim, da bi se enoti v obrambi združili.
Po približno uri in pol je Levpušček sam stekel proti prehodu in prišel do prve zgradbe. Tu je razorožil dva vojaka in nadaljeval proti prehodu. Na prehodu so se zbirali vojaki, pred njimi je stal oficir, ki je izjavil, da se predajajo. Levpušček je zahteval, da vojaki odložijo orožje, kar so tudi storili. Skupina vojakov je bila zelo razočarana, v jezi so odmetavali opremo in grozili. Zagrozil jim je z orožjem tako, da so se umirili. Nato so prišli na prehod miličniki Franc Obojnik, Darij Simčič in Matjaž Jerkič. Obojnik je stekel nazaj in obvestil ostale, da so se vojaki predali. Simčič in Jerkič pa sta v zgradbi mejne milice razorožila 8 pripadnikov zvezne milice. Zatem so na prehod prišli še ostali miličniki in teritorialci, ki so pomagali zbirati orožje in spravljati vojake na avtobus. Večina vojakov si ni želela spopada, nekateri oficirji in podoficirji pa so bili bolj borbeni in sovražni. Prav nekaj teh je tudi pred predajo pobegnilo, pred tem pa so grozili da bodo v primeru spopada streljali po Šempetru in Vrtojbi. Hoteli so tudi zažgati kamion s strelivom in tako poškodovati objekte na prehodu.
Vojni plen v Vrtojbi je bil velik, poleg večjega števila pehotne oborožitve, so miličniki zajeli tudi 7 tankov. Teritorialci so ponoči iz Vrtojbe odpeljali 6 tankov, sedmi je bil nevozen in je ostal pri karavli. Skupaj s tremi zaplenjenimi tanki iz Rožne Doline so teritorialci naslednji dan ustanovili tankovsko četo.
Akcija miličnikov v Vrtojbi je bila zelo uspešna, izpeljali so jo brez streljanja in žrtev. Imeli pa so tudi ukaz, da ne smejo začeti streljati prvi. Na najboljši način pa se je končala tudi grožnja za prebivalce Šempetra in Vrtojbe, ki jo je predstavljala vojaška enota jugoslovanske vojske.